# Max Lehnig
Friedrich Max Lehnig (* 11. Dezember 1864 in Dresden; † 2. Juli 1929 in Bad Gastein) war ein sächsischer Fabrikdirektor in Niederlößnitz und Landespolitiker der DNVP.
Lehnig war von 1918/19 bis 1924 Vorsitzender des Landesverbands Sachsen der DNVP. Er saß als ihr Abgeordneter für den 1. Wahlkreis in der Sächsischen Volkskammer (1919–1920).
Lehnig wohnte 1920 in der heute denkmalgeschützten Niederlößnitzer Villa Sanssoucie (Borstraße 47).

## Schriften
- Industrie und Landwirtschaft. In: Der Arbeitgeber. Zeitschrift der Vereinigung der deutschen Arbeitgeberverbände. 15. Jahrgang, Nr. 7. 1925.[5]